# Лунгулецу (Дамбовица)
Лунгулецу (рум. Lunguleţu) насеље је у Румунији у округу Дамбовица у општини Лунгулецу. Oпштина се налази на надморској висини од 138 m.

## Становништво
Према подацима из 2002. године у насељу је живело 5782 становника, од којих су сви румунске националности.

### Хронологија
| Година       | 1992 | 1993 | 1994 | 1995 | 1996 | 1997 | 1998 | 1999 | 2000 | 2001 | 2002 | 2003 | 2004 | 2005 | 2006 | 2007 | 2008 | 2009 | 2010 | 2011 | 2012 | 2013 | 2014 | 2015 | 2016 | 2017 |
| ------------ | ---- | ---- | ---- | ---- | ---- | ---- | ---- | ---- | ---- | ---- | ---- | ---- | ---- | ---- | ---- | ---- | ---- | ---- | ---- | ---- | ---- | ---- | ---- | ---- | ---- | ---- |
| Становништво | 5820 | 5776 | 5708 | 5697 | 5662 | 5638 | 5654 | 5636 | 5604 | 5625 | 5641 | 5611 | 5568 | 5585 | 5575 | 5610 | 5595 | 5612 | 5603 | 5606 | 5591 | 5576 | 5565 | 5522 | 5530 | 5483 |